# 1000 dar
1000 dar är ett album från 2006 av den svenska gruppen Snowstorm.

## Låtlista
1. Viking
2. Tusen dar
3. Allt alla andra flickor kan
4. Djävulens hand
5. Flyg Maria
6. Barfota
7. Det é för dig jag é här
8. Vill inte gå
9. Regn
10. Jag brinner
11. En oförglömlig dag

### Fotnoter
1. ↑  ”1000 dar”. Svensk mediedatabas. 26 februari 2006. http://smdb.kb.se/catalog/id/002476555. Läst 21 augusti 2014.